# Пол Бойер
 Пол Делос Бойер (на английски: Paul Delos Boyer) е американски биохимик, аналитичен химик, лауреат на Нобелова награда за химия от 1997 г. за изследванията му върху ензимния механизъм, обуславящ биосинтеза на аденозинтрифосфат.

## Ранен живот и образование
Бойер е роден на 31 юли 1918 г. в Прово, Юта. Израства в мормонско семейство. В местното училище е деен в ученическото самоуправление и в клуба по дебати. През 1939 г. получава бакалавърска степен по химия от университета Бригъм Йънг. След като завършва докторантура по биохимия от Уисконсинския университет през 1943 г., той прекарва известно време в Станфордския университет, работейки по военен проект, изучаващ стабилизирането на серумен албумин за преливане.

## Научна дейност
Бойер започва независимата си изследователска кариера в Минесотския университет, въвеждайки кинетични, изотопни и химични методи за изучаване на ензимните механизми. През 1955 г. работи с нобеловия лауреат Хуго Теорел по механизма на алкохолдехидрогеназата. В периода 1959 – 1960 г. служи като председател на отдела по биохимия към Американското химическо общество, а през 1969 – 1970 г. служи като президент на Американското общество на биохимиците.
От 1963 г. е професор в департамента по химия и биохимия към Калифорнийския университет – Лос Анджелис. Става един от основателите на Института по молекулярна биология през 1965 г. В периода 1963 – 1989 г. работи и като редактор в научното списание Annual Review of Biochemistry. През 1977 г. е награден с Нобелова награда за химия заедно с Джон Уокър и Йенс Скоу за изследванията си върху ензимния механизъм, обуславящ биосинтеза на аденозинтрифосфат.
През 2003 г. той е един от 22-мата нобелови лауреати, които се подписват под Хуманисткия манифест.

## Личен живот
Пет дни преди да замине за Уисконсин, той се жени за Лайда Уикър през 1939 г., с която остава женен до смъртта си през 2018 г. Това го прави най-дълго жененият нобелов лауреат. Има три деца от нея.
Макар семейството да се свързва с мормонската общност в Уисконсин, те се считат за своенравни и поставят под съмнение всякакви доктрини от страна на Църквата на Исус Христос на светиите от последните дни. След като експериментира с унитарианство, Бойер в крайна сметка става атеист.
Пол Бойер умира на 2 юни 2018 г., на 99-годишна възраст, в дома си в Лос Анджелис.